# عمرو جمال (مخرج)
عمرو جمال (مواليد 14 يوليو 1983، بوزنان - بولندا) هو مخرج وكاتب سينمائي ومسرحي يمني مستقل

## النشأة والتعليم
ولد عمرو في مدينة بوزنان في بولندا لأبوين يمنيين كانا يدرسان هناك، عاش عمرو في بولندا حتى بلغ السادسة من عمره لينتقل بعدها إلى مدينة عدن عام 1989 درس الأبتدائية في مدرسة الشهيد عوض ميسري، ثم درس الثانوية في ثانوية الشاعر لطفي جعفر أمان، أما دراسته الجامعية فقد التحق بكلية الهندسة في جامعة عدن وتخرج من قسم تقنية المعلومات في العام 2007.

## سيرته الفنية
في عام 2001، حصل عمرو على جائزة رئيس الجمهورية في كتابة النص المسرحي عن مسرحية الطابور السادس، ليصبح أصغر يمني يفوز بهذه الجائزة في ذلك الوقت.
في عام 2005، أسس عمرو جمال وزملاؤه فرقة خليج عدن المسرحية ، وهي الفرقة المسرحية التي أعادت إحياء المسرح التجاري في اليمن منذ انقطاع العروض المسرحية التجارية بعد الحرب الأهلية في اليمن عام 1994.
قام عمرو بتأليف وإخراج تسعة أعمال مسرحية بين عامي 2005 و 2023 وأصبحت مسرحيته معك نازل أول مسرحية يمنية يتم عرضها في أوروبا حيث عرضت عام 2010 في مسرح GRIPS بالعاصمة الألمانية برلين لمدة يوميين متتاليين وقد نفذت التذاكر قبل العروض الحيّة بأيام.
في ربيع العام 2018 ، بدأ إنتاج فيلمه الروائي الطويل الأول 10 أيام قبل الزفة ، وقد تم عرض الفيلم لأول مرة في عدن خلال الصيف من العام نفسه، ليصبح أول فيلم يتم افتتاحه تجاريًا في اليمن منذ 4 عقود.
نتيجة لتدمير البنية التحتية في مدينة عدن بسبب الحروب المتعاقبة وتهالك دور العرض السينمائي بسبب الإهمال اضطر عمرو جمال للقيام باستئجار قاعتي افراح لعرض الفيلم بداخلها.
تم افتتاح عروض الفيلم في تاريخ 21 أغسطس 2018 في قاعة ليلتي للأفراح في مديرية المعلا و قاعة الف ليلة وليلة في مديرية الشيخ عثمان بواقع 5 عروض يوميا وحقق الفيلم نجاحا جماهيرياُ كبيرا في عدن حيث استمر عرض الفيلم لأكثر من ثمانية أشهر ولاحقا أصبح الفيلم هو مرشح اليمن لنيل جائزة أوسكار أفضل فيلم أجنبي لعام 2019 كما شارك الفيلم في عدد من المهرجانات الدولية والعربية ونال عددا من الجوائز .
في العام 2021 بدأ عمرو جمال تصوير فيلمه الروائي الطويل الثاني المرهقون والذي تم تصويره بالكامل في مدينة عدن مع طاقم مشترك يمني – أجنبي.
في فبراير 2023 أصبح المرهقون أول فيلم يمني يعرض في مهرجان برلين السينمائي الدولي، كما حاز الفيلم على عدد من الجوائز في مهرجانات دولية.
فيلم المرهقون إنتاج مشترك بين اليمن، السودان والمملكة العربية السعودية وشارك فيه فنانين وتقنيين من اليمن، السودان، مصر، لبنان، الهند، بريطانيا، تايوان والتشيك كما تحصل على تمويل ما بعد الإنتاج من مهرجان كارلوفي فاري السينمائي الدولي ومهرجان البحر الأحمر السينمائي الدولي
عمرو جمال يعيش ويعمل في عدن 

## عمرو جمال وفرقة خليج عدن المسرحية
فرقة خليج عدن هي فرقة مسرحية أسسها عمرو جمال وزملاؤه في مدينة عدن في مايو 2005، انطلاقة الفرقة كانت عبر مسرحية عائلة دوت كوم من تأليف وإخراج عمرو جمال والتي عرضت لأول مرة في مهرجان ليالي عدن المسرحية الثاني.
قبل تأسيس فرقة خليج عدن، شارك الأعضاء المؤسسين في مسرحيات قصيرة من تأليف وإخراج عمرو ضمن نشاطات المسرح المدرسي كطلاب بين العام 1998 و2001، هذه المسرحيات تم عرضها في مهرجانات المسرح المدرسي وتحصلت على عدد من الجوائز على المستوى الوطني.
نتيجة حرب صيف عام 1994 الأهلية في اليمن، دُمرت معظم المسارح في مدينة عدن وتوقفت أغلب العروض المسرحية الجماهيرية، بعض الفرق المسرحية التي ظلت نشطة في ذلك الوقت قامت بعرض مسرحياتها ضمن المهرجانات المسرحية أو كفقرات ضمن الاحتفالات الوطنية الحكومية والتي كان نادرا ما يتم تنظيمها.
فتحت سينما هريكن أبوابها لفرقة خليج عدن في عام 2006، الشراكة بين السينما والفرقة أتت بثمارها فخلال السنوات بين 2006 و 2023 احتضنت سينما هريكن معظم أعمال فرقة خليج عدن المسرحية والتي حققت نجاحا تجاريا كبيرا. بجمهور تقديره 350 شخص عرضت فرقة خليج عدن مسرحيتها الأولى عائلة دوت كوم على مسرح سينما هريكن عام 2006، نجاح المسرحية ادى إلى زيادة اهتمام الجمهور لحضور مسرحيات الفرقة التالية حتى ان العديد من اليمنيين كانوا يسافرون إلى عدن خصيصا لحضور العروض المسرحية في مواسم الأعياد، بحلول عام 2008 تجاوز عدد الحضور 800 شخص في العرض الواحد كما عرضت الفرقة أكثر من مسرحية في مدينة صنعاء
في يونيو من العام 2010 أصبحت أول فرقة مسرحية يمنية تقوم بعرض إحدى مسرحياتها في أوروبا حيث عرضت مسرحية معك نازل من إخراج عمرو جمال في مسرح GRIPS  في العاصمة الألمانية برلين.
في يناير عام 2023 عرضت فرقة خليج عدن النسخة العدنية من مسرحية هاملت للكاتب البريطاني وليام شكسبير من إخراج عمرو جمال على مسرح تم بنائه خصيصا في المجلس التشريعي العدني – كنيسة القديسة ماريا سابقا – حيث قامت الفرقة بترميم مبنى الكنيسة التاريخية الذي تضرر جزئيا بسبب حرب 2015 من ميزانيتها الخاصة.
مسرحية هاملت تم تمويلها بالتعاون مع المركز الثقافي البريطاني الذي قام بربط فرقة خليج عدن مع مسرح شكسبير جلوب في لندن ومسرح فولكانو في ويلز واللذان قدما المشورة  و جلسات تدريب لأعضاء فرقة خليج عدن خلال عام كامل.
مسرحية هاملت حظيت بإهتمام إعلامي واسع أبرزه قدوم مراسلي صحيفة الصنداي تايمز من لندن إلى عدن خصيصا لتغطية العرض الأول لصالح الصحيفة العريقة وقد تم نشر التقرير الموسع على صفحات الصحيفة في عدد 19 مارس 2023.

## أعماله

### أفلام
- 2023 فيلم المرهقون (روائي). العمل:مخرج، كاتب

- 2018  فيلم 10 أيام قبل الزفة (روائي طويل). العمل: مخرج، كاتب ومنتج
- 2014  فيلم نساء غير مكبلات (وثائقي قصير). العمل: مخرج ومنتج
- 2013  فيلم الأبواب المغلقة (وثائقي قصير). العمل: مخرج ومنتج

### مسرح
- 2023 مسرحية هاملت في عدن. العمل: مخرج ومنتج
- 2019 مسرحية على حركرك. العمل: مخرج ومؤلف ومنتج
- 2017: مسرحية صنع في الحافة . العمل: مخرج ومؤلف ومنتج
- 2016: مسرحية حكاية أسامه. العمل: مخرج ومؤلف ومنتج
- 2014 مسرحية صرف غير صحي العمل: مخرج ومؤلف ومنتج
- 2011 مسرحية عود ثقاب العمل: مخرج ومؤلف ومنتج
- 2010 مسرحية كرت أحمر. العمل: مخرج ومؤلف ومنتج
- 2009 مسرحية معك نازل العمل: مخرج ومؤلف النص اليمني ومنتج
- 2008 مسرحية سيدتي الجميلة العمل: مخرج ومؤلف النص اليمني ومنتج
- 2007 مسرحية حلا حلا يستاهل العمل: مخرج ومؤلف ومنتج
- 2007 مسرحية بشرى سارا. العمل: مخرج ومؤلف ومنتج
- 2005 مسرحية عائلة دوت كوم العمل: مخرج ومؤلف ومنتج

### تلفزيون
- 2022 برنامج قالت عدن (ذاكرة شفهية). العمل: مخرج ومنتج
- 2021 برنامج عدن الفن (ذاكرة شفهية). العمل: مخرج ومنتج
- 2015 مسلسل أبواب مغلقة. العمل: مخرج
- 2013 مسلسل فرصة أخيرة. العمل: مخرج ومؤلف.
- 2012 مسلسل حافة الأنس. العمل: مخرج ومؤلف
- 2010 مسلسل أصحاب. العمل: مخرج ومؤلف
- 2009: برنامج عالماشي. العمل: مخرج ومعد

## أنشطه ثقافية وفنية
- 2020 عضو في لجنة اختيار الأفلام المشاركة في مهرجان جايبور السينمائي الدولي.[24][25]
- 2019 عضو في لجنة تحكيم مهرجان جايبور السينمائي الدولي، فئة أفلام التحريك.[26]
- 2016 عضو مؤسس لمعرض عدن الفوتوغرافي السنوي.
- 2014 عضو في لجنة تحكيم مهرجان اليمن للأفلام السينمائية القصيرة.
- 2013 منظم مشارك لمؤتمر تيدكس عدن[27][28]
- 2012 متحدث في مؤتمر تيدكس صنعاء.[29]
- 2008 مشاركة بورقة عمل في المؤتمر الأول لكتاب الدراما اليمنيين، عدن.

## جوائز
- 2023 جائزة اختيار الجمهور (المركز الثاني) من مهرجان برلين السينمائي الدولي، عن فيلم المرهقون.[30]
- 2023 جائزة منظمة العفو الدولية في مهرجان برلين السينمائي الدولي، عن فيلم المرهقون.[31]
- 2023 جائزة لجنة التحكيم الخاصة من مهرجان تايبيه السينمائي الدولي في تايوان، عن فيلم المرهقون.[32]
- 2023 اختيار لجنة التحكيم في مهرجان فالنسيا السينمائي الدولي لأفضل إخراج ، عن فيلم المرهقون.[33][34]
- 2023 اختيار لجنة التحكيم في مهرجان فالنسيا السينمائي الدولي لأفضل تأليف بالشراكة مع مازن رفعت ، عن فيلم المرهقون.[35][36]
- 2023 جائزة أفضل تأليف من مهرجان ديربان السينمائي الدولي بجنوب إفريقيا بالشراكة مع مازن رفعت ، عن فيلم المرهقون.[37][38][39]
- 2019 جائزة اختيار الجمهور من مهرجان سان دييغو للفيلم العربي، عن فيلم 10 أيام قبل الزفة.[40]
- 2019 جائزة اختيار الجمهور من مهرجان عمّان للفيلم العربي، عن فيلم 10 أيام قبل الزفة.[41]
- 2019 جائزة أفضل سيناريو من مهرجان الدار البيضاء للفيلم العربي بالمشاركة مع الكاتب مازن رفعت، عن فيلم 10 أيام قبل الزفة.[42]
- 2019 جائزة أفضل ملابس وإكسسوارات من مهرجان جايبور السينمائي الدولي، عن فيلم 10 أيام قبل الزفة.[43]
- 2019 جائزة لجنة التحكيم الخاصة من مهرجان أسوان السينمائي الدولي لسينما المرأة، عن فيلم 10 أيام قبل الزفة.[44][45][46]
- 2006 جائزة أفضل نص مسرحي على مستوى الجامعات اليمنية، عن مسرحية السلم.
- 2003 جائزة رئيس الجمهورية للشباب في النص المسرحي، عن مسرحية الطابور السادس.
- 2000 جائزة أفضل تصميم ديكور في المهرجان الوطني للمسرح المدرسي اليمني، عن مسرحية الطابور السادس.
- 2000 جائزة أفضل نص مسرحي في المهرجان الوطني للمسرح المدرسي اليمني، عن مسرحية الطابور السادس.
- 1999 الجائزة الأولى في كتابة القصة القصيرة في المخيم الوطني لطلاب الجمهورية اليمنية.
- 1998 الجائزة الأولى في كتابة القصة القصيرة في المخيم الوطني لطلاب الجمهورية اليمنية.

## وصلات خارجية
- عمرو جمال على موقع IMDb (الإنجليزية)
- عمرو جمال على موقع قاعدة بيانات الأفلام العربية
- عمرو جمال على موقع ألو سيني (الفرنسية)
- عمرو جمال على موقع قاعدة بيانات الفيلم (الإنجليزية)